# ジャコブ・マイエール・ド・ロチルド

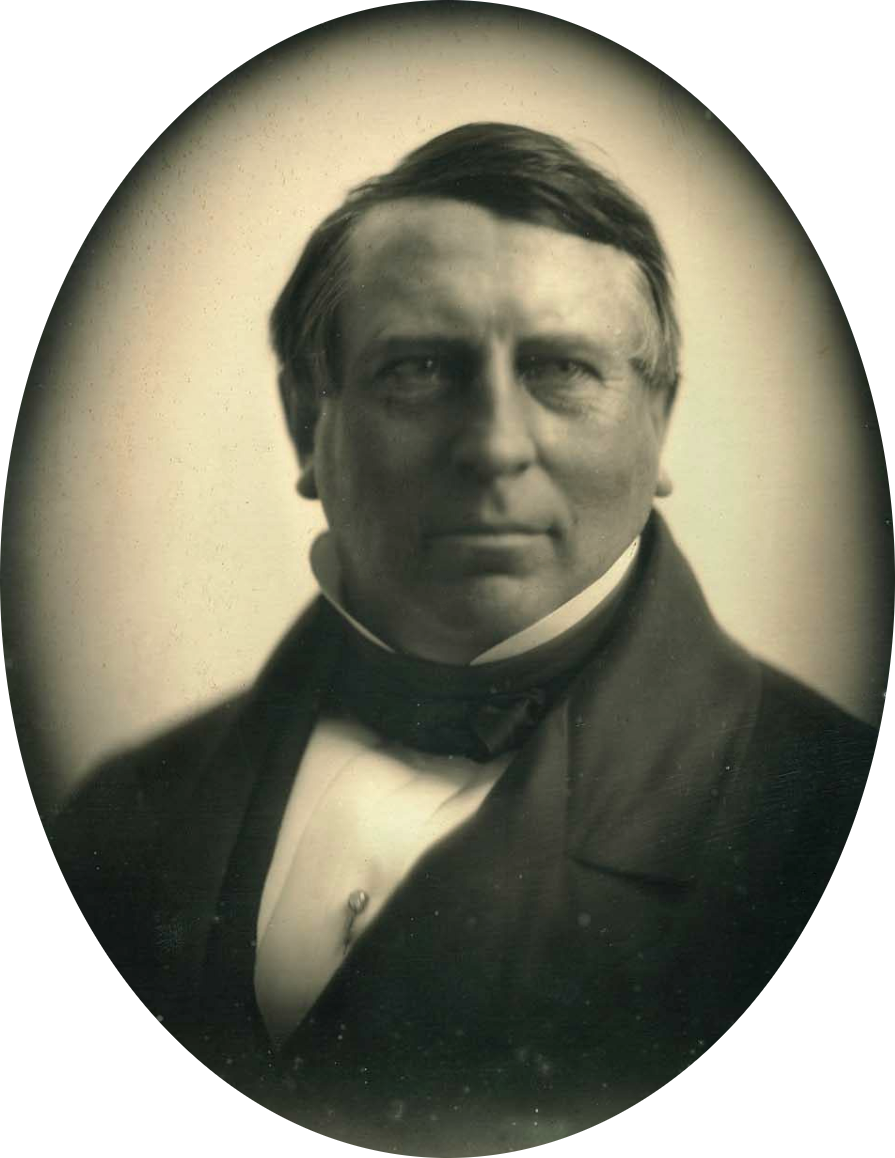
ジェームス・ド・ロスチャイルド

ジェームス・ド・ロスチャイルド男爵（Le baron James de Rothschild, 1792年5月15日 - 1868年11月15日）は、フランスの銀行家、貴族。マイアー・アムシェル・ロートシルトの五男で、パリ・ロスチャイルド家（英語読みでロスチャイルド家）の祖にあたる人物。
初名はヤーコプ・マイアー（Jakob Mayer）、フランス移住後にジェームス（James）と改名した。

## 経歴
1792年にロートシルト家（ロスチャイルド家）の始祖であるマイアー・アムシェル・ロートシルトの五男（末子）としてフランクフルト・アム・マインに誕生。初名はヤーコプだったが、フランス移住後にジェームスに改名した（英語風の名前にすることでロンドン・ロスチャイルド家との繋がりを強調し、商売をやりやすくするためだったと見られる）。
1811年3月24日にフランス帝国首都パリへ移住した。当時彼はまだ19歳でフランス語も満足にしゃべれなかったが、三兄ネイサンが手がけていた大陸の金塊をイギリス軍司令官ウェリントン公のもとに運ぶ金密輸業をパリ市内の情報操作を通じて支援した。ジェームスの巧みな情報操作によりフランス政府はこの動きを掴んでいなかったばかりか、逆にジェームスがイギリスから大陸に金を流出させていると信じ込み、ジェームスを称賛したほどだった。
ナポレオン戦争後、フランスにブルボン家の復古王政が樹立され、追放されていた貴族たちが続々とフランスに戻ってきたが、彼らは新しい時代の財産管理の方法が分かっていない者が多かった。そこに目を付けたジェームスは彼らの財産管理の相談に乗ることでロチルド銀行の顧客にしていった。ブルボン家の公債をめぐる金融業務は当初フランス金融界の名門ウーブラール、および英国金融界の名門ベアリングス銀行に任されており、新参者のジェームスは排除されていたが、1818年のアーヘン会議（フランスの賠償金をめぐる列強の会議）で立場を挽回して公債発行に加わることに成功した。
銀行業に優れた才覚を持つジェームスは、ある時は単独で、ある時はロンドンのネイサンと協力して、ヨーロッパ各国に巨額の起債を行った。その功績で各国と親密な関係を築き、1821年8月21日にはオーストリア帝国から総領事の地位を与えられ、1822年にはハプスブルク家よりジェームスを含めたロスチャイルド一族全員に男爵位が授与された。同年、ロシア皇帝からも聖ウラジーミル勲章を送られ、翌1823年にはフランス政府からもレジオンドヌール勲章を授与された。
1830年の7月革命でブルボン家の復古王政が倒され、親ブルジョワ的なオルレアン家のルイ・フィリップがフランス国王に即位した（7月王政）。この革命熱はブリュッセルにも波及し、ベルギー独立革命が起こった。この際に各国が反フランス包囲網を作り、戦争ムードになったが、ジェームスは「ロチルド銀行は戦争の為には一銭も出さない」と宣言することで各国を牽制して戦争を阻止し、もってベルギーの独立を助けた。
ジェームスは新国王ルイ・フィリップとも親密な関係を保った。そのためルイ・フィリップ王はロチルド銀行にフランス国債を独占的に任せ、また国王個人の投資事業も委ねた。ジェームスはルイ・フィリップの治世から鉄道への投資を熱心に行うようになり、1837年にはパリ＝サンジェルマン間、1839年にはパリ＝ベルサイユ間の鉄道建設に尽力した。1846年には北部鉄道を設立している。この頃からジェームスは鉄道王と呼ばれるようになった。
1836年にロンドンの兄ネイサンが死去するとロスチャイルド家全体の家長的存在となった。
1848年革命でフランスは共和政となり、11月にはナポレオンの甥にあたるルイ・ナポレオンが大統領に当選した（1851年にクーデタを起こし、1852年にフランス皇帝ナポレオン3世となる）。ナポレオン3世にはジェームスとライバル関係のユダヤ金融業者アシーユ・フールがスポンサーに付いていた。その関係からフールが大蔵大臣に任命された（この人事を聞いたジェームスは「ふーん、新しいワーテルローの臭いがするね」という感想をもらしたという）。
1852年にはナポレオン3世とフールの庇護を受けるユダヤ金融業者ペレール兄弟が投資銀行の先駆けとされるクレディ・モビリエを立ち上げ、ジョルジュ・オスマンのパリ改造を支援したり、鉄道をはじめとする各分野に積極的な融資を行うようになり、商業銀行業務が中心だったロチルド銀行と競合するようになった。しかしロチルド家が堅実で安全重視の投資で着実な成功を維持したのに対し、クレディ・モビリエは無謀で投機的な投資を手当たり次第に行った。その結果、クレディ・モビリエは、1860年頃には凋落の様相を呈した。1862年、ペレール兄弟は苦境打開のためにフランス国債を独占的に任せてほしいとナポレオン3世とフールに要請したが、この頃には二人ともクレディ・モビリエを見限っており、ロチルド銀行にフランス国債を任せることにした。フランス政府とロチルド家の和解のシンボルとして、1862年2月17日にナポレオン3世がジェームスのフェリエール宮殿を訪問した。ジェームスとナポレオン3世は食事や狩猟や美術品鑑賞を共にして楽しんだ。一方ナポレオン3世に見捨てられたクレディ・モビリエの株価は下がり続け、1867年には倒産した。ジェームスの完全勝利であった。
1860年代後半にナポレオン3世がテュイルリー宮殿で催した晩餐会に出席した際、ワルツ『平和なくして帝国なし』が流れたが、この時ジェームスはナポレオン3世に「お分かりですか」と念を押したという。しかしナポレオン3世には分かっていなかった。彼はジェームスの死後の1870年にフランスを破滅的な戦争へ導くことになる。
最晩年の1868年にブドウ園シャトー・ラフィットを購入した。同年、76歳で死去した。最終的にジェームスの資産は6億フラン以上だったと見られている。彼のロチルド銀行は他のフランス主要銀行の資産を全て合計した金額よりさらに1億フラン多く持っていたと見積もられている。

## 人物

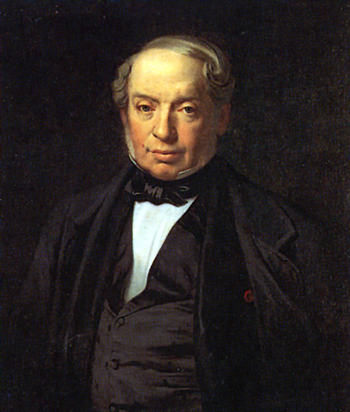
ジェームス・ド・ロチルドの肖像画

伊達男として知られ、話術も巧みだったので、フランス社交界の花であった。彼の邸宅はパリ有数の社交場だった。
文学に造詣が深く、特にゲーテとシラーを愛読した。またロッシーニ、バルザック、グリルパルツァー、ハイネといった作曲家・小説家・詩人と親しく付き合った。ハイネはしばしばロスチャイルド家の悪口を言っている者だったが、ジェームスは全く気にせず付き合っていた。度量の広いジェームスは、ロスチャイルド家に敵対する立場に身を置く者と付き合うのが好きだった。むしろ彼にとってはお世辞ばかりで内心では成りあがりのユダヤ人と軽蔑している社交界の面々と付き合う方が退屈だったらしく、「社交活動をするのは直接的・間接的に商売の役に立つからに過ぎない。」と語っていた。

画家ウジェーヌ・ドラクロワとも親しく付き合っていたが、ある時ドラクロワから乞食姿のジェームスを描いてみたいと依頼され、ジェームスがこれを快諾したことがあった。その翌日、ジェームスは乞食姿でドラクロワのスタジオを訪れたが、ドラクロワの弟子から本物の乞食と間違われて、1フラン与えられて追い返された。帰宅したジェームスはドラクロワに宛てて「拝啓、スタジオ入口で貴方から贈られた元金、その利子及び複利計算による利息 ― 計1万フランを同封いたします。当行におきまして常時換金可能です。ジェームス・ド・ロチルド」という手紙を書いて送ったという。この件で愉快な人物と評判になった。
フリーメイソンが設けるフランスグランドロッジの監査役であった。

## 家族
1824年7月11日にドイツのフランクフルト・アム・マインにおいて、彼は次兄ザーロモン・マイアー・フォン・ロートシルトの娘であるベティ（Betty）(1805-1886)と結婚した。彼女は美人で知られ、ジェームスの社交活動にも花を添えた。彼女との間に以下の五子を儲けた。
- 第1子（長女）：シャーロット（英語版）(1825-1899) - 英国ロスチャイルド家のナサニエル・ド・ロスチャイルドと結婚。
- 第2子（長男）：アルフォンス(1827-1905) - パリ・ロチルド家第2代当主
- 第3子（次男）：ギュスターヴ（フランス語版）(1829-1911)
- 第4子（三男）：サロモン（英語版）(1835-1864)
- 第5子（四男）：エドモン(1845-1934)